# Haloschizopera clotensis
Haloschizopera clotensis is een eenoogkreeftjessoort uit de familie van de Miraciidae. De wetenschappelijke naam van de soort is voor het eerst geldig gepubliceerd in 1993 door Moore & O'Reilly.